# آدریان مودی
آدریان مودی (انگلیسی: Adrian Moody؛ زادهٔ ۲۹ سپتامبر ۱۹۸۲) بازیکن فوتبال است.
از باشگاه‌هایی که در آن بازی کرده‌است می‌توان به باشگاه فوتبال ورکسام اشاره کرد.